# Kipras Petrauskas
Kipras Petrauskas (ur. 23 listopada 1885 w Cejkiniach, zm. 17 stycznia 1968 w Wilnie) – litewski śpiewak operowy, tenor.

## Życiorys
Był bratem kompozytora Mikasa Petrauskasa. Muzyki uczył się u brata, początkowo był organistą w Gierwiatach, Hanuszyszkach i Duśmianach. Debiutował jako śpiewak w 1906 roku w Wilnie w prapremierze napisanej przez brata pierwszej litewskiej opery, Birutė. Za uczestnictwo w rewolucji 1905 roku więziony był w Trokach. W latach 1907–1911 studiował w Konserwatorium Petersburskim. Od 1911 do 1920 roku był solistą Teatru Maryjskiego. W 1920 roku wrócił na Litwę i osiadł w Kownie. Był współzałożycielem pierwszego litewskiego teatru operowego, na jego inauguracji w dniu 31 grudnia 1920 roku kreował partię Alfreda w Traviacie Giuseppe Verdiego. Gościnnie występował w Berlinie, Paryżu i Mediolanie, śpiewał też w Stanach Zjednoczonych. Od 1949 roku mieszkał w Wilnie, gdzie był solistą Państwowego Teatru Opery i Baletu. Uczył też śpiewu w Konserwatorium Wileńskim. W 1950 roku otrzymał Nagrodę Stalinowską.
Został pochowany na wileńskim cmentarzu Na Rossie.